# Gatbichal, Raichur
Gatbichal là một làng thuộc tehsil Raichur, huyện Raichur, bang Karnataka, Ấn Độ.